# 編程遊戲
编程游戏是一种具有计算机编程元素的视频游戏，玩家玩這種遊戲時，體驗就有點像在編程。在遊戲中，玩家要用到某種程领域特定语言，這樣遊戲才能進行下去。編程遊戲也被視為益智類遊戲。